# Heartbreaker (canción de Michael Jackson)
Heartbreaker es la segunda pista del último álbum de estudio de Michael Jackson, Invincible. Nunca se pensó lanzarla como sencillo, por parte de Sony Music. 
La canción tiene un rap interpretado por Fats. Anteriormente se planeó lanzarse para una edición de radio en el mes de septiembre del 2002 con el lanzamiento del video musical Invincible pero debido a la cancelación de la promoción por parte de Sony entre enero y febrero nunca fue lanzado.
Heartbreaker es una canción innovadora en la carrera de Jackson, ya que contiene un sonido más moderno con dance, electropop.
- Datos: Q5893171